# Upplands runinskrifter 244
Upplands runinskrifter 244 är ett vikingatida runristning på ett stenblock av gnejs i Mällösa, Vallentuna socken och Vallentuna kommun.  U 244 är 1,2 meter högt, 1,6 meter brett och cirka 1 meter tjockt. Runhöjden är ca 7 centimeter.

## Inskriften
Translitterering av runraden:
fasti ' lit · hkua · stain · iftʀ · fastulf · sun ÷ sin
Normalisering till runsvenska:
Fasti let haggva stæin æftiʀ Fastulf, sun sinn.
Översättning till nusvenska:
Faste lät hugga stenen efter Fastulv, sin son.
Det närbelägna blocket i Sursta, U 251, har samma personer omnämnda och nästan likalydande inskrift: "Faste lät hugga dessa runor efter Fastulv, sin son".

## Gravfältet
Det runristade blocket ligger på ett gravfält. Gravfältet består av 1 gravhög, ett stort antal stensättningar samt då runristningen U 244. Högen är 13 meter i diameter och 1,2 meter hög. De runda stensättningarna är 3-10 meter i diameter och 0,1-0,8 meter höga. Vissa stensättningar har kantkedja eller delvis synlig kantkedja.